# Norashen (Lori)
Norashen (in armeno Նորաշեն?) è un comune di 1 505 abitanti (2008) della Provincia di Lori in Armenia.